# Batalla de Aduatuca (54 a. C.)
En la batalla de Aduátuca, se produjo en octubre del año 54 a. C. cuando Ambiórix y Catuvolco, jefes de la tribu de los eburones, atacaron el campamento fortificado romano de Atuátuca Tungrorum (Tongeren), posteriormente convencieron a los legados Quinto Titurio Sabino y Lucio Aurunculeyo Cota de abandonarlo a cambio de no atacarlos, luego los condujeron por un espeso bosque donde los emboscaron y masacraron, probablemente en el valle del Geer, entre las actuales Tongeren y Lieja.
La victoria hizo extender rápidamente la insurrección, Ambiórix reunió 60.000 guerreros entre propios y aliados, los nervios sitiaron a los romanos en Namur pero Quinto Cicerón llevó a cabo una defensa efectiva, resistiendo durante un mes hasta que Julio César rompió el asedio con 8.000 legionarios. Los tréveros asediaron a Tito Labieno que los derrotó con dos legiones. Durante la campaña el rey de los nervios fue muerto lo que llevó a la interrupción momentánea de las hostilidades.
César juró no cortarse el pelo ni bañarse hasta que la legión perdida fuera vengada. En el año 53 a. C. reclutó 30 cohortes de refuerzo y con una fuerza de 10 legiones (50.000 hombres) marchó contra los eburones y los tréveros. Labieno enfrentó a los segundos, atrayéndolos a presentar batalla en condiciones desfavorables los derrotó totalmente en batalla. En tanto que César se encargó de los eburones, masacrando a la mayor parte de estos.  El país de los eburones era difícil para los romanos, al ser boscoso y abundante en parte de ciénagas. César invitó a los pueblos vecinos a saquearlo, para salvar a sus propios hombres, y también, con la ayuda de ellos, para exterminar a esta nación, en particular, los sugambros.
Posiblemente Ambiórix huyó con los eburones sobrevivientes al otro lado del río Rin, aunque no se sabe nada sobre su destino, Catuvolco por su parte se envenenó para evitar el castigo romano.